# Reizl Bozyk
Reizl Bozyk (Bydgoszcz, 13 de mayo de 1914 - Nueva York, 30 de septiembre de 1993) también conocida como Rose Bozyk y Róża Bożyk, fue una actriz estadounidense de origen polaco perteneciente al teatro yiddish. Se hizo mayormente conocida por interpretar a la abuela entrometida de Amy Irving en la película de Joan Micklin Silver Crossing Delancey (1988). También apareció en un episodio memorable de Ley y orden, "Noche y niebla", que se emitió en la temporada 3.

## Biografía
Reizl Bozyk nació en Bydgoszcz, Polonia, donde su madre, la actriz Lea Lewebrowska, actuaba en la opereta de Joseph Lateiner El corazón judío (Dos yidishe harts). Su padre, Abram Lewebrowski, un personaje cómico, murió cuando ella tenía solo tres años. Comenzó a actuar en el teatro yiddish en Polonia a la edad de 5 años, actuando primero con sus padres y luego con el actor Max Bozyk, con quien más tarde se casó.
En 1939, luego de que los alemanes invadieran Polonia huyó hacia Argentina junto con su esposo. Habían dejado atrás a un hijo, que fue asesinado. La estadía en Argentina duro dos años y en 1941 emigraron hacia Estados Unidos, estableciéndose en el Lower East Side de Nueva York. Durante casi tres décadas, fueron inseparables en el escenario yiddish, protagonizando una obra o una revista tras otra. Los veranos los pasaban actuando en el Borscht Belt.
En una entrevista cuando abrió Crossing Delancey, Bozyk bromeó diciendo que los 37 años que pasó con su esposo habían sido como 74 porque habían pasado todos sus días y noches juntos.
En 1970, después de una actuación en el Ayuntamiento de Nueva York, su marido se derrumbó y falleció. Reizl continuó apareciendo en actuaciones, recorriendo el país en revistas yiddish. Luego apareció en el "Town Hall" de Nueva York con la célebre estrella israelí Mary Soreano y todas las revistas de estrellas. En 1989, interpretó su primer papel teatral en inglés, apareciendo en la comedia Social Security dirigida por Peter Lowey en el Forum Theatre de Metuchen, Nueva Jersey. Al año siguiente, recreó su papel de Crossing Delancey en el escenario de Florida.

## Fallecimiento
Falleció el 30 de septiembre de 1993 en el Centro Médico del Hospital St. Vincent de la ciudad de Nueva York, a los 79 años, por causas no reveladas. Le sobreviven su hija Suzanne, cuatro nietos, Peter, Joseph, Daniel y Matthew, su nieta, Coleen y un bisnieto, Daniel.